# Ferme des Bouillons
 (mai 2022).
 (mai 2022).
La ferme des Bouillons est le nom donné à une propriété de 4 hectares située sur le territoire de la commune française de Mont-Saint-Aignan, près de Rouen, dans le département de la Seine-Maritime.
Elle fait l'objet d'un squat à caractère politique, souvent associé au mouvement des zones à défendre (ZAD), entre décembre 2012 et août 2015, à la suite de l'acquisition du terrain par Immochan en janvier 2012.
La ferme des Bouillons est, depuis le 14 septembre 2015, la propriété d'une société civile immobilière, dont les associés sont les frères Thibault, Mathieu et Baptiste Mégard. 3,5 hectares y sont exploités par la société civile d'exploitation agricole Saint-Aignan, dont les associés sont également les frères Mégard.

## Histoire

### Âge du fer
Le site de la ferme des Bouillons a été étudié lors de fouilles dans le cadre de la construction du contournement routier de Bois-Guillaume. Ce pan de l'histoire du site est traité dans l’œuvre de Philippe Fajon, Les Implantations des habitats ruraux antiques.
Le site des Bouillons est lié à l'agriculture dès la fin de l'âge du fer. Il constituait une zone de 200 hectares au nord de Rotomagus (Rouen). Les sondages sur le site révèlent plusieurs maçonneries, ainsi que des fossés s'organisant entre eux de manière orthogonale. Le site pourrait correspondre à une exploitation de type villa. Les fouilles mirent en évidence un petit ensemble agricole d'au moins deux bâtiments (dont l'un sans doute à vocation d'habitat) qui semblent s'articuler en formant l'angle d'un espace de cour.
La datation de cet ensemble est compliquée de par l’enchevêtrement des réseaux de fossés. Mais un premier réseau date de La Tène finale, et le comblement d'un fossé par des céramiques suggère une activité de construction au Ier siècle de notre ère comme date limite. Il se peut que l’existence des bâtiments remonte à une époque plus ancienne. L'état de conservation est relativement satisfaisant car une partie des maçonneries laisse voir le premier niveau de l'élévation et des lambeaux de sol. Les maçonneries sont constituées de blocages de rognons de silex.
Le plan pratiquement complet des bâtiments étant conservé en fondation, un tracé rectangulaire a pu en être dégagé. Le bâtiment principal avait une surface d'environ 175 m2 et les proportions de l'ensemble de la villa, basées sur un module de douze pieds, ne sont pas inédites puisqu'on les retrouve en un grand nombre de lieux (Luxembourg, Suisse, Somme…)
On note[style à revoir] que l'ensemble du site se superpose à un réseau fossoyé qui pourrait être antérieur. Il se pourrait donc que des constructions liées à une activité humaine existassent déjà sur le site de la ferme des Bouillons avant l'époque gallo-romaine.
Une carte de la zone reprend les principaux sites agricoles gallo-romain au nord de l'actuelle commune de Mont-Saint-Aignan, dont la ferme des Bouillons.
Du mobilier datant de la fin du IIe et IIIe siècles a été découvert dans les niveaux de comblement les plus récents des structures. L'abandon de la villa à la fin du IIIe siècle est avéré . Aujourd'hui, le chemin fait office de limite communale et nous héritons du système parcellaire de cette époque.
À la suite des fouilles, certains éléments du site sont mis en valeur, par exemple un imposant merisier centenaire qui devrait être préservé.
Ce que nous appellerons ferme des Bouillons par la suite ne se réfère pas aux mêmes bâtiments mais à des constructions réalisées sur la même parcelle ayant la même vocation (agricole).

### Moyen Âge
Au XIIIe siècle, la ferme des Bouillons semble déjà être implantée sur le site, conjointement avec la ferme de la Vatine. L'ensemble est connu sous le nom de ferme royale d'Estouteville. Cédée par Louis IX à Laurent Chambellan, son panetier royal dans la ville de Rouen, elle est donnée trente ans plus tard, en 1389, par Laurent et sa femme Maheut aux religieux du Mont-aux-Malades. Ce n'est qu'au XVIe siècle que le fief d'Estouteville (Étouville) prend le nom de « Vastine », du nom du fermier François Sénécal, dit Vastine, dont les religieux n'obtenaient rien qu'à force de poursuites judiciaires.

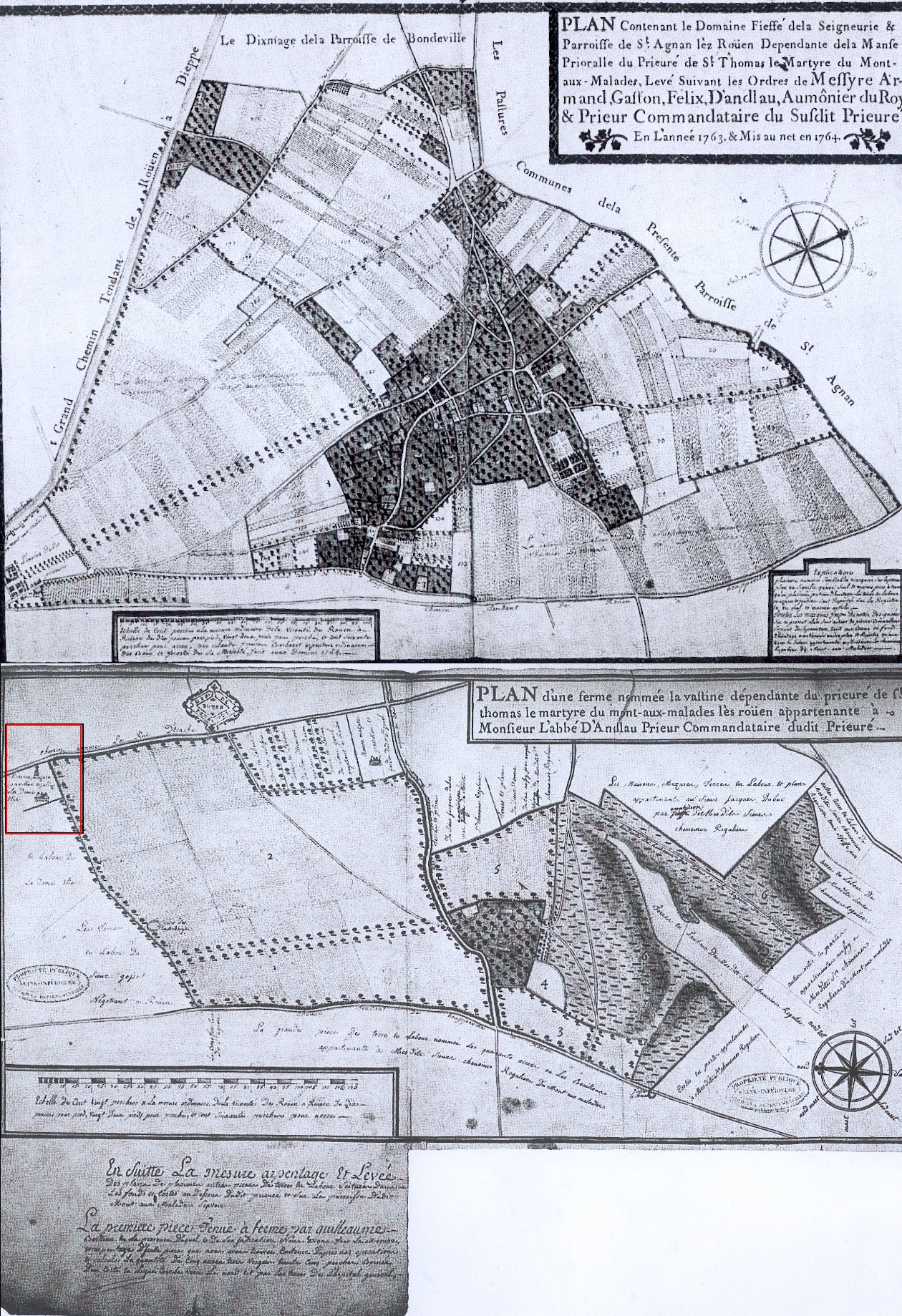
Plan de la ferme de la Vatine, spécifiant l'existence d'une ferme des Bouillons

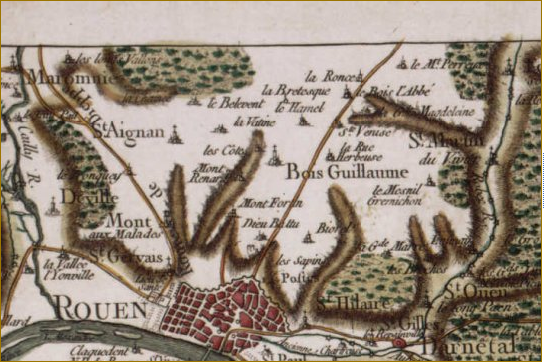
Carte de 1757, par Cassini, de la zone nord de Rouen

## Origine du nom
Il existe principalement deux légendes contradictoires au sujet de l'origine du nom de la ferme des « Bouillons ».
Première légende : la reine Blanche de Castille, femme de Louis VIII et mère de saint Louis, régente du royaume, importunée par une maladie de peau, s'en vint à Saint-Aignan en pèlerinage à saint Méen pour se baigner dans la mare qui lui était consacrée. On raconte qu'en reconnaissance de sa guérison, elle fit don au laboureur de tous les terrains communaux appelés la « pelouse aux Ânes » ou encore « Commune Pâture ». Vaste lande qui s'étendait entre le village et la lisière de la forêt. On dit aussi que la reine Blanche, surprise par un orage, se serait réfugiée au hameau dit depuis « Les Bouillons »[réf. à confirmer].
Seconde légende : un roi de France, probablement François Ier qui régna trois siècles après Blanche de Castille (d'où la contradiction avec la première légende), vint chasser à courre dans la forêt Verte et une dame de son entourage tomba malade pendant cette chasse. On la transporta dans une ferme voisine où la fermière lui servit une tasse de bouillon pour la réconforter. En récompense, le roi attribua à la commune de Saint-Aignan toutes les terres à travers lesquelles cette dame avait été portée, de la ferme à l'église où ils allèrent rendre grâce. La ferme en question fut appelée ferme du Bouillon[source secondaire souhaitée].

## Occupation politique de la ferme (2012-2015)

### Achat de la ferme par Immochan et occupation du site

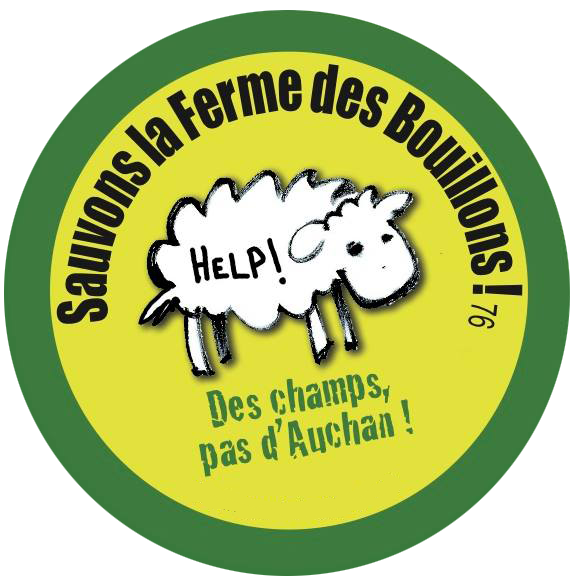
Logo de l'Association de Protection de la Ferme des Bouillons

Le rachat de la ferme, au début de l'année 2012, par Immochan (filiale immobilière du groupe Auchan), puis l'obtention par celle-ci d'un permis de démolir le 27 juillet 2012 ont mis en émoi les responsables politiques locaux, dont l'inaction aboutit à la création d'une association qui occupe illégalement les lieux à partir de décembre 2012, dans le but de sauvegarder les terres agricoles et le patrimoine rural. Après quelques mois de travail, l'Association de Protection de la Ferme des Bouillons envoie aux groupes politiques du conseil municipal un dossier présentant les démarches d'urbanisme possibles pour préserver la ferme, et les possibilités d'y maintenir une activité agricole. Sensible aux arguments des occupants de la ferme, le maire socialiste de Mont-Saint-Aignan, Patrice Colasse, annonce le 24 septembre 2013, sa volonté de classer les quatre parcelles de la ferme des Bouillons en zone naturelle protégée. Le 23 janvier 2014, le conseil municipal vote le classement en ZNP.
Durant l'occupation, les membres de l'association remettent la ferme en activité et se livrent à des actions militantes (dénonciation de l'urbanisation massive de terres agricoles par la galaxie Mulliez,, soutien aux opposants à la ferme-usine des 1000 vaches, valorisation des "alternatives") et culturelles (organisation d'événements, dont le festival La Tambouille qui attire plus de 2 000 spectateurs en septembre 2014). Ils se livrent également à un inventaire de la faune présente sur les lieux, et révèlent la présence de trois espèces protégées, non déclarées par la société Immochan. En mai 2014, l'Association de protection de la ferme des Bouillons annonce son projet de racheter le site à Immochan, au moyen d'une levée d'épargne citoyenne appuyée sur la foncière Terre de Liens, pour y développer son projet agricole et culturel, et présente officiellement son projet de reprise le 21 mars 2015, lors d'une fête de printemps organisée sur le site.

### Vente de la ferme et expulsion des militants (juillet-août 2015)
En juillet 2015, Immochan vend secrètement la parcelle pour 150 000 euros à In Memoriam, une société civile immobilière (SCI). Alertés par la Confédération paysanne, l'Association de protection de la ferme des Bouillons, la Confédération paysanne 76 et l'association Terre de liens Normandie demandent à la Safer locale d'exercer son droit de préemption afin de mettre les projets en concurrence. Le profil des futurs acquéreurs est également dénoncé : Thibault et Baptiste Mégard sont des militants de la droite radicale rouennaise, , proches des milieux catholiques intégristes entretenant des liens politiques avec Auchan et la famille Mulliez,.
Le 17 août 2015, le conseil régional de Haute-Normandie et le conseil de la Métropole Rouen Normandie appuient la demande de préemption portée par les occupants, mais le lendemain, la Safer renonce à celle-ci. Le 19 août, après deux ans et demi d'occupation, les militants sont expulsés dans le calme par les forces de l'ordre,, provoquant des réactions d'indignation, locales comme nationales d'une partie de la classe politique et des associations de protection de l'environnement. Selon les informations d'une journaliste du journal Le Monde qui a couvert l'événement, le scénario avait été écrit d'avance par la préfecture, jusqu'aux « éléments de langage ».
Alors que les militants sont en cours d'expulsion, les frères Mégard prennent possession du site. Inexpérimentés pour les uns, débutants pour les autres mais diplômé en agriculture pour l'un des frères et soutenus par le syndicat Jeunes agriculteurs et la Chambre d'agriculture locale, ils annoncent une réouverture de la ferme pour le printemps 2016, autour d'un projet de permaculture et de ferme pédagogique. Baptiste Mégard, avance avoir été formé à la ferme du Bec-Hellouin, centre reconnu de permaculture, mais doit reculer devant le démenti envoyé par le fondateur de celle-ci, qui avertit : « La violence dont vous avez usé plombera probablement votre ferme pendant de nombreuses années ». Quelques mois plus tard, les anciens occupants révèlent que la partie du projet de reprise de la SCI In Memoriam consacré à la permaculture était un plagiat du site internet du Bec-Hellouin, consacré à cette pratique agricole.
Le rôle de la Safer de Haute-Normandie dans la vente de la ferme fait l'objet de nombreuses critiques, dont celles du Conseil régional de Haute-Normandie, administrateur de la structure, qui parle de « trahison » et réclame un conseil d'administration exceptionnel. Celui-ci a lieu en septembre 2015, mais son président, Emmanuel Hyest (également président de la Fédération nationale des Safer), impose à ses membres la confidentialité et rien ne filtre de la réunion,. Devenu emblématique, le cas des Bouillons va servir par la suite d'illustration dans un article de fond consacré aux dysfonctionnements et limites des Safer dans la gouvernance du foncier agricole.
En janvier 2016, l'expulsion des occupants de la ferme est jugée légale par le tribunal de Rouen, qui reconnaît toutefois des irrégularités. Les anciens occupants ne font pas appel du jugement, tout en déplorant ce qu'ils considèrent être une violation de l'obligation de restituer les biens, leur serre et leur bibliothèque ne leur ayant pas été restitués.
À la suite de leur expulsion, les militants annoncent leur intention de poursuivre une veille sur le devenir de la ferme et sur celui du foncier de l'agglomération rouennaise, et renomment leur association Bouillons, Terres d'avenir.

### La ZAD des Bouillons
L'occupation des Bouillons a été classée parmi les zones à défendre (ZAD), terme forgé à partir de la lutte contre le projet d'aéroport à Notre-Dame-des-Landes pour désigner l'occupation illégale d'un site pour empêcher un aménagement qui entraînerait des conséquences négatives sur l'environnement. Une partie du milieu « autonome » rouennais dénonce la « ligne citoyenniste et légaliste » suivie dans leur lutte par les militants des Bouillons, et regrette que la ferme ne soit pas devenue « une nouvelle ZAD rouennaise ». Les militants des Bouillons n'ont jamais clairement revendiqué cette appartenance, mais ont entretenu des liens constants de solidarité et d'échanges avec les ZAD et les collectifs d'opposants à des projets d'aménagement, notamment commerciaux. Certains des militants prendront leur distance avec cette appellation.

## Ferme Saint Aignan
Les nouveaux propriétaires ont renommé la ferme des Bouillons en Ferme Saint Aignan. Ils ouvrent en juin 2017 un distributeur de produits fermiers, proposant des légumes et œufs produits sur place, ainsi que des fruits et jus locaux. Ils obtiennent le label BIO en 2018, après 2 ans de conversion.

### Une ou trois maisons: nouvelle controverse
En mai 2016, l'association des anciens occupants, Bouillons, terres d'avenir, révèle que l'acte de vente entre Immochan et la SCI In Memoriam de la famille Mégard comporte une grave anomalie : l'ajout infondé de deux maisons d'habitation, représentant 500 m2 de planchers supplémentaires. Devant le silence des autorités compétentes, une mobilisation citoyenne se tient sous les fenêtres de la Safer, qui avait avalisé la vente un an plus tôt. À cette occasion, des membres de l'association sont pour la première fois reçus par les dirigeants de la Safer, qui leur assurent que les conditions de vente sont légales, car avalisées par un notaire.
Durant l'été, le porteur du projet, Baptiste Mégard, donne une série d'interviews dans lesquelles il reconnaît que des projets immobiliers sont en cours sur le site, et annonce une évolution importante dans le projet qu'il porte pour la ferme : le recul du maraîchage au profit de l'accueil de personnes handicapées, en partenariat avec une association de Bois-Guillaume, Cheval Espérance.

### Infractions au code de l'urbanisme
Depuis l'été 2015, les défenseurs du site alertent le public et les pouvoirs publics sur les nombreuses infractions au code de l'urbanisme et au classement du site en zone naturelle protégée, sans que la mairie de Mont-Saint-Aignan et la Safer ne s'emparent du dossier. L'affaire rebondit en avril 2017, lorsque les nouveaux propriétaires, via leur société paysagère Œuvre d'Arbres, entreprennent d'y déverser de la terre et des déchets provenant d'un chantier du promoteur Bouygues Immobilier, au rythme de cinquante camions par jour. Les propriétaires justifient leur action par la création d'un talus cauchois, et entourent bientôt le site d'une enceinte de terre, renommé « Fort Mégard » par les anciens occupants.
L'association des anciens occupants intervient le 6 avril 2017 en conseil municipal pour alerter les élus sur les manœuvres en cours sur le site, qu'ils ont eux-mêmes contribué à protéger en le reclassant en zone naturelle protégée, puis en confirmant ce statut,. La mairie de Mont-Saint-Aignan s'engage à solliciter une enquête de l'État. Deux mois plus tard, Paris Normandie révèle que la mairie n'a pas donné suite au courrier de la DREAL l'informant qu'elle était responsable de la mise en œuvre de cette enquête.

## Occupation des Bouillons dans la culture
Le combat pour la préservation de la ferme des Bouillons apparaît dans plusieurs documentaires, et a également fait l'objet de chansons.

### Documentaires, reportages et émissions radiophoniques
- La Terre, bien commun (Aurélien Lévèque et Luba Vink, co-production France 3 et Cellulo Prod, 2015), film documentaire diffusé sur France 3 le 21 février et le 16 mars 2015.
- La Terre en morceaux (Ariane Doublet, production Arte France, 2015), film documentaire diffusé sur Arte le 5 juin et le 16 juillet 2015.
- La société de production Arty Steam a réalisé une série de reportages vidéos sur le combat des Bouillons[65].
- Ceux qui préfèrent l'âne au tracteur (Julie Lallouët-Geffroy, 2014), reportage sonore sur une démonstration de traction animale organisée par les occupants des Bouillons et le réseau de traction animale haut-normand.
- Permaculture, quand trois poules vont au champ (Alain Kruger, "On ne parle pas la bouche pleine, France Culture, 4 octobre 2015)[66]
- Les Bouillons résistent (Antoine Chao, Comme un Bruit qui court, France Inter, septembre 2015)[67]

### Bande-dessinée
- Tenir ferme, un reportage-BD par Sirou sur le 2e festival de la Tambouille, publié initialement dans le magazine de BD Psikopat.

### Chansons
- La Valse des Bouillons
- ZAD des Bouillons (sur l'air de Je suis fils de)